# 알라리쿠스 1세

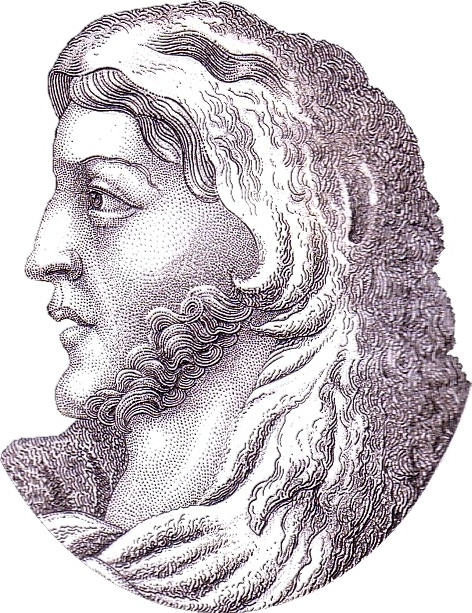
알라리크 1세의 상상화. 1836년 작.

알라리쿠스 1세(라틴어: Alaricus I, 370년~410년, 재위 395년~410년) 또는 알라리크는 초대 서고트 왕으로, 다뉴브강 하류 지방의 출신이다.
394년에 로마의 보조군이었던 일족의 지휘를 맡게 되었다. 로마의 황제 테오도시우스와 동맹 관계에 있었으나 이듬해 황제 테오도시우스가 죽고서 아버지에게서 동로마의 지배권을 물려받은 황제 아르카디우스가 서고트족에게 급료 지불을 정지하자 서고트족은 알라리크를 왕으로 추대하고 서방을 약탈하기 시작했다. 396년, 서고트족은 그리스를 지키는 테르모필레의 험로인 코린트 지협을 저항없이 통과하여 코린트·아르고스·스파르타 등의 도시를 공략해 아테네에서는 막대한 배상금을 얻어냈다. 이에 서로마 제국의 장군이자 재상 스틸리코는 바다로 펠로폰네소스에 상륙해 서고트족을 궁지에 몰아넣으려 했지만, 스틸리코가 조금 방심한 틈을 타 서고트족은 포위망을 뚫고 탈출했고 동로마 제국이 스틸리코가 동로마 영토를 침범했다고 항의해 스틸리코는 어쩔수 없이 퇴각했다. 그 후 서고트족은 에피루스(지금의 알바니아)와 일리리쿰(지금의 유고슬라비아에서 헝가리에 걸치는 지역. 아드리아해 동안)까지 진출했다. 황제 아르카디우스는 그를 일리리쿰의 총독직을 주어 회유하려 했지만, 알라리크가 노린 것은 동로마가 아니라 서로마, 그 중심이자 가장 물자가 풍부했던 이탈리아를 목표한 일변, 북쪽으로 도나우강 유역에 나와 게르만 부족 몇 개를 흡수하고서 400년 이후 서로마에 자주 침입하였다.
당시 서로마 황제 호노리우스는 밀라노에 있던 궁을 버리고 라벤나의 행궁에 틀어박혀 있었고 라에티아(지금의 스위스 일대)에서 아레만니 족과 전쟁 중이던 스틸리코가 알라리크의 침공 소식을 듣고 다급히 그들을 항복하게 하고서 이탈리아로 향했다. 403년 보르렌티아의 전투에서 서고트군은 스틸리코의 군대에 패했다. 알라리크는 그 와중에 로마에 대한 급습을 시도했지만, 이마저도 스틸리코에게 저지당하고서 도망했다.
패주하고서 일리리쿰으로 돌아와 재기를 도모했다. 그 뒤 스틸리코와의 교섭 끝에 서로마의 우군으로 협조한다는 조건으로 서로마로부터 정착할 땅을 받는다는 약조에 동의했지만, 408년에 황제 호노리우스가 스틸리코를 역적으로 몰아 처형하고 합의는 일방으로 파기되었다. 알라리크는 이탈리아에 재침입했지만, 황제가 있던 라벤나는 치지 않은 대신 로마로 진격해 시를 겹겹이 에워싸고 로마로 들어가는 모든 물자를 차단해 로마는 식량난에 고통을 겪었다. 평화를 교섭코자 찾아온 원로원 의원 바실리우스와 수석 서기관 요하네스 앞에서 알라리크는 로마 성벽에서 물러나는 대신 공사(公私)를 막론하고 로마 안에 있는 모든 금과 은, 모든 값지고 귀중한 동산, 그리고 야만족 출신이라는 사실을 입증할 모든 노예를 내놓으라고 요구했다. 의원들이 "그러면 우리에게는 무엇을 남겨주시렵니까?"라고 호소하자, 알라리크는 조소하듯이 "목숨은 남겨주지!"라고 대답한다. 얼마 뒤 금 5천 파운드와 은 3만 파운드, 비단옷 4천 벌, 주홍색 옷감 3천 필, 후추 3천 파운드를 받고 알라리크는 로마의 포위 해제에 동의하고서 진군한 투스카니에 겨울 막사를 세우겠다고 선언한 알라리크의 휘하로 야만족 노예 4만여 명이 모여들었고 처남 아타울푸스가 고트족과 훈족에서 온 증원군을 이끌고 도나우 강변에서 테베레 강변까지 로마군을 뚫고 왔다. 알라리크는 원로원 의원 세 명을 자신의 사절로 라벤나에 다시 보내 인질 교환과 조약 체결을 건의했는데 종전대로 알라리크의 서로마 군대 총사령관 지위 유지와 로마에서 해마다 곡물과 현금을 보조금으로 지급, 그리고 이탈리아와 도나우 강 사이에 있던 다르마티아와 노리쿰, 베네치아의 속주를 자신에게 할양이 그의 요구 사항이었다. 로마에서 이를 받아들이지 않겠다면 노리쿰을 얻는 것만으로 만족할 의향도 비추었다. 그러나 황제의 신하 올림피우스는 거꾸로 알라리크를 치려고 그에게 보내는 사절에 수반해 탈마티아인 병사 6천 명을 로마로 보냈고 아피아 가도를 따라 눈에 띄는 모습으로 행군하던 그들은 고트족 병사들의 포위 공격으로 궤멸되었다. 알라리크는 이에 분개하지도 않고 화평 제안을 다시 내놓았다.
원로원의 무례하고 경솔한 서간, 그리고 황제와 그 측근 신하들에 의한 거듭되는 배신에 알라리크는 마침내 분노했고 410년에 서고트군은 사상 최초로 로마를 함락하게 하고 사흘 간에 걸쳐 약탈했다. 이는 게르만 족장으로서는 최초의 일이었다. 이어서 아피아 가도를 따라 곡창(穀倉)인 아프리카로 남진하던 중 이탈리아 반도 남부의 코센차에서 수난(水難)으로 졸사(猝死)하였다. 그는 사망 직전까지 부족민들에게 안전한 땅을 찾아주지 못해 괴로워했다고 전한다. 알라리크의 유해는 콘센티아 성벽 아래로 흐르는 부센티누스 강의 물길을 잠시 바꾼 다음 드러난 마른 강바닥 위에 부장품들과 함께 묻혔고 알라리크의 부하들은 장례를 치르느라 잠시 바꾸어놓았던 물길을 원래대로 되돌린 뒤 공사에 동원된 모든 전쟁포로를 살해했다고 한다. 무덤의 위치를 영원히 알리지 않으려는 의도였다.

## 관련 작품
- 『로마 제국의 탄생과 몰락』 제6화 '몰락의 시작'(영국 BBC 방송국 제작)

## 같이 보기
- 알라리쿠스 2세
- 게이세리쿠스
- 오도아케르
- 에드워드 기번